# Un petit canvi
Un petit canvi (títol original en anglès: The Switch) és una comèdia romàntica estatunidenca de 2010 dirigida per Josh Gordon i Will Speck, protagonitzada per Jennifer Aniston i Jason Bateman. S'ha doblat al català.

## Argument
Kassie, una dona soltera de mitjana edat decideix no esperar més per tenir un fill i quedar embarassada per inseminació artificial. Després de viure a Minnesota, set anys més tard torna a Nova York i veu que el seu amic Wallly, un home insegur i neuròtic, de forma inexplicable, se sent fortament vinculat al petit Sebastian.

## Repartiment
- Jennifer Aniston: Kassie Larson
- Jason Bateman: Wally Mars
- Thomas Robinson: Sebastian Larson
- Patrick Wilson: Roland
- Juliette Lewis: Debbie
- Jeff Goldblum: Leonard
- Caroline Dhavernas: Pauline
- Scott Elrod: Declan
- Todd Louiso: Artie

## Al voltant de la pel·lícula
El guió de la pel·lícula està basat en el relat Baster (2000) del novel·lista Jeffrey Eugenides. Segons els 147 comentaris recollits per l'agregador web d'opinions Rotten Tomatoes, la pel·lícula té un 51% d'aprovació per part del crítics, amb una puntuació mitjana de 5,4/ 10.

### Pressupost i ingressos
Amb un pressupost de 19 milions de dólars, als Estats Units el film va recaptar 8,4 milions de dòlars durant el primer cap de setmana i més de 27 milions en total. A tot el món la pel·lícula va recaptar pràcticament 50 milions de dòlars.